# Varanus acanthurus
Кільцехвостий варан (Varanus acanthurus) — вид тварин роду варан родини варанових.

## Опис
Дорослі особини в довжину досягають 60 см. Забарвлення коричнево-червонясте, голова і шия покриті жовтуватими поздовжніми смугами, які на спині змінюються жовтими «очками». Хвіст покритий поперечними смугами.

## Поведінка
Мешкають кільцехвості варани в сухих місцевостях, відкритих кущах і напівпустелях. Ці рухливі і активні ящірки люблять копати. У яких би регіонах вони не мешкали, Varanus acanthurus в основному віддають перевагу посушливим, плоским і часто кам'янистим ландшафтам. Тріщини і виїмки в каменях служать варанам укриттями, а також неабияк допомагають їм з терморегуляцією — в тріщинах вони можуть регулювати температуру тіла і при цьому бути у безпеці від хижаків (змій, інших варанових і так далі). Плоске тіло і колючий хвіст прекрасно сприяють такому способу життя, оскільки варан може «надуватися», тим самим не дозволяючи хижакові дістати варана з тріщин, а колючий хвіст може служити додатковим захистом для більше уразливих частин тіла. Обтічна, вузька форма тіла тварини також полегшує життя серед каменів, особливо коли тварини живуть в групах.

## Розмноження
Через 4 тижні після спаровування живіт самиці значно збільшується в розмірах так, що видно контури яєць. Яйця досягають 32-33 мм в довжину, 18-19 мм завширшки і важать близько 6 гр. Після 140 днів інкубації починають вилуплюватись перші варанчики. Молодняк досягає в довжину 172 мм і важить 7-9,5 гр. У віці 15 місяців найбільші досягають статевої зрілості.

## Поширення
Мешкає на північному сході Австралії і в Квінсленді.